# Cservenka Miklós
Cservenka Miklós (Dunaszentmiklós, 1871. október 20. – Budapest, 1920. január 16.) vasesztergályos, lapszerkesztő, párttitkár.

## Élete
Cservenka Ferenc és Faller Erzsébet fia. 1900. május 23-án Budapesten, a Ferencvárosban házasságot kötött a nála 11 évvel fiatalabb Schmidt Anna Mária Vilmával, Schmidt Ferenc és Gaisch Franciska lányával. 1902-től az MSZDP tagja, 1905-től pedig a vasutasok szervezkedésének egyik irányítója volt. 1912-től 1914-ig a Magyar Vasutas című lap szerkesztője, 1916-tól kezdve pedig a Weiss Manfréd-művek főbizalmija volt. Az MSZDP 1917-es kongresszusán az ellenőrző bizottság tagjává választották meg. A Magyarországi Tanácsköztársaság alatt a MÁV Gépgyár termelési biztosaként működött, júniusban pedig beválasztották a Szövetséges Központi Intéző Bizottságba. A kommün bukása után letartóztatták, majd elengedték, s 1919 őszétől az MSZDP panaszirodáját vezette. A fehérterror idején, 1920. január 16-án éjjel különítményesek elhurcolták, majd meggyilkolták.

## Emlékezete
Budapesten a XV. kerületben az Apolló és Késmárk utca 1994-ig, a XXI. kerületben a régi Bender Sarolta, a mai Kossuth Lajos utca Völgy utca alatti része 2002-ig viselte a nevét.